# Uropelia campestris
La tortorina codalunga, tortora codalunga campestre o tortorella dei campi  (Uropelia campestris (Spix, 1825)) è un uccello della famiglia Columbidae, diffuso in Brasile e Bolivia. È l'unica specie nota del genere Uropelia.

## Descrizione

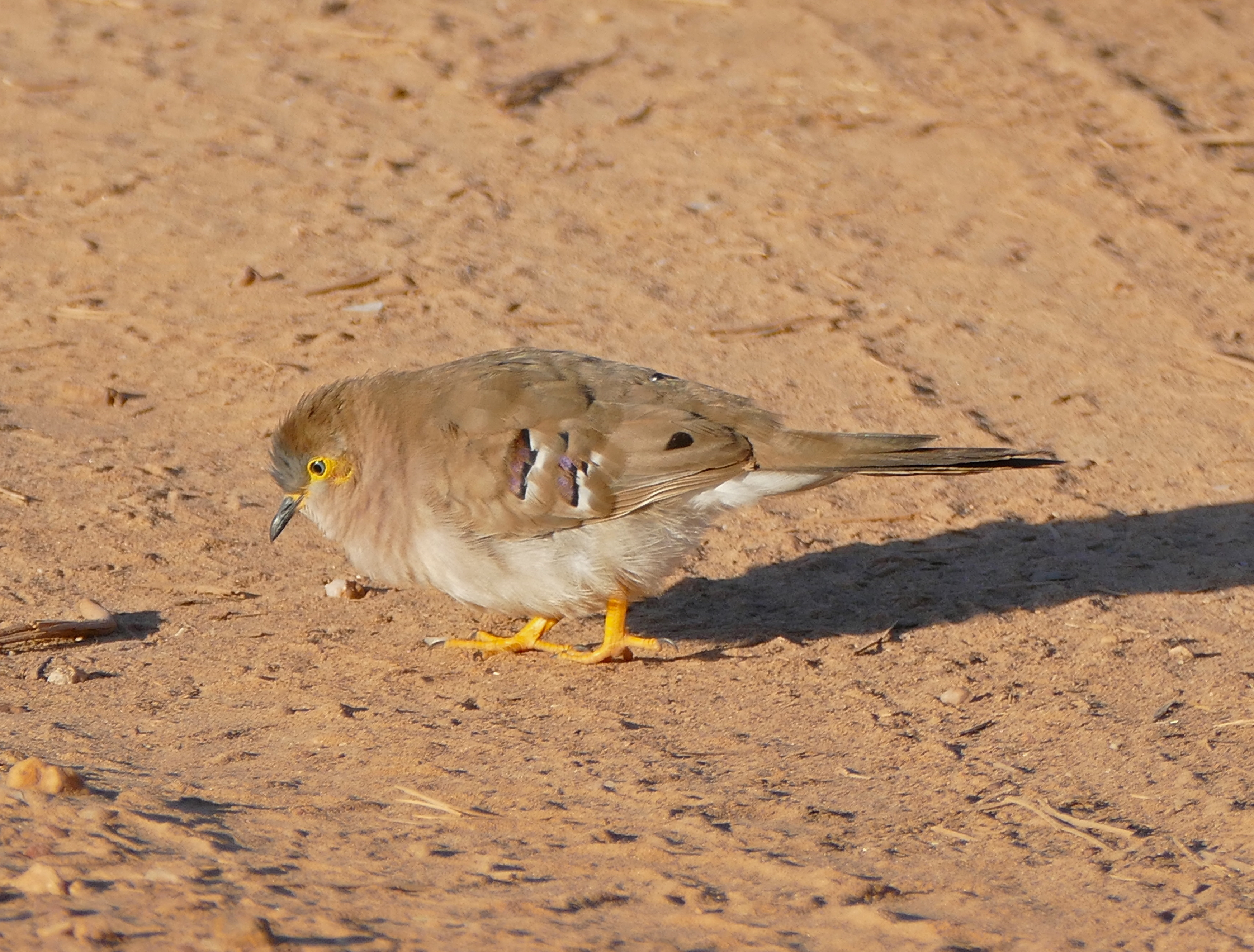

È una tortorina di piccola taglia che raggiunge lunghezze di 15–17 cm.

## Biologia
Si nutre di un'ampia varietà di semi che raccoglie sul terreno. 

## Distribuzione e habitat
La specie è diffusa nella savana tropicale del cerrado, nel Brasile e nella confinante Bolivia sud-occidentale.